# Boris Edwards
Boris Vassilievitch Edwards (Бори́с Васи́льевич Эдуа́рдс), né le 27 mai (8 juin) 1860 à Odessa et mort le 12 février 1924 à Malte, est un sculpteur russe d'origine anglaise.

## Biographie
Edwards naît dans la famille d'un négociant anglais installé à Odessa. Il étudie de 1876 à 1881 à l'école de dessin d'Odessa, puis à l'académie impériale des beaux-arts de Saint-Pétersbourg, mais qu'il doit quitter bientôt « à cause de sa santé fragile ». Il retourne  à Odessa à la fin de l'année 1882.
Il travaille dans son propre atelier de la ruelle Sainte-Sophie à Odessa. Ses premières sculptures sont en plâtre et en glaise. Plus tard, il les traduit en marbre. Il reçoit le titre d'artiste de 3e classe, après une exposition aux beaux-arts de Saint-Pétersbourg en 1888. Ayant manifesté de plus en plus d'intérêt pour le bronze, il se rend incognito à Paris en 1889-1890 à la fonderie Barbedienne, pour faire son propre apprentissage. Il ouvre à son retour un atelier de sculpture sur bronze chez lui à Odessa. Il fait même paraître une réclame dans L'Almanach de Nouvelle-Russie en 1896, où l'on peut lire en russe : « B. V. Edwards, sculpteur. Première fonderie de bronze d'art à être établie en Russie du Sud. Premier atelier d'art et de production de sculpture en Russie du sud. » Il organise plusieurs expositions personnelles à Odessa, dont la dernière se tient à l'été 1918 à l'académie des arts d'Odessa.
Il s'enfuit de Russie en 1919 à l'arrivée des bolchéviques à Odessa et meurt sur l'île de Malte en 1924.
Plusieurs de ses œuvres ont été reproduites par la poste soviétique. Quatre de ses sculptures sont visibles au musée Russe de Saint-Pétersbourg.

## Quelques œuvres
- Buste de Bounine

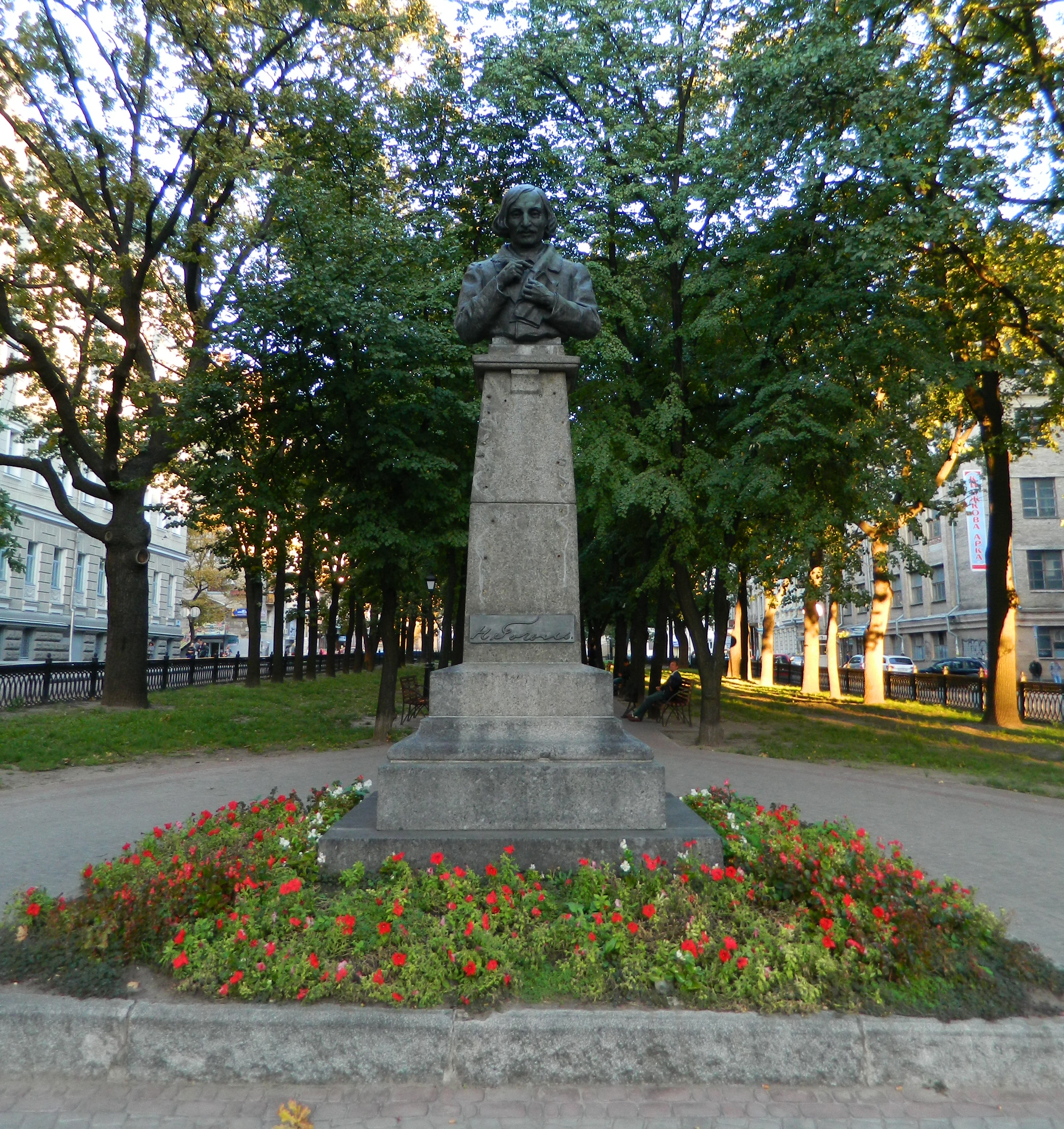
Buste de Gogol (1909) à Kharkov.

- Le Martyre du christianisme (1895), musée Russe
- Statue de Catherine II et des fondateurs d'Odessa (1900), Odessa, bronze
- Buste de Pouchkine à Kharkov (1904), bronze
- Statue de Souvorov, Otchakov (1907)
- Statue de l'impératrice Catherine II, Ekaterinodar, d'après un projet de Mikechine (1907)
- Buste de Gogol, Kharkov (1909), bronze
- Statue équestre de Souvorov (1913, installée à Izmaïl en 1945[3]), bronze
- Statue équestre de Souvorov (1914, installée à Toultchine en 1954[4]), bronze[5]

## Illustrations

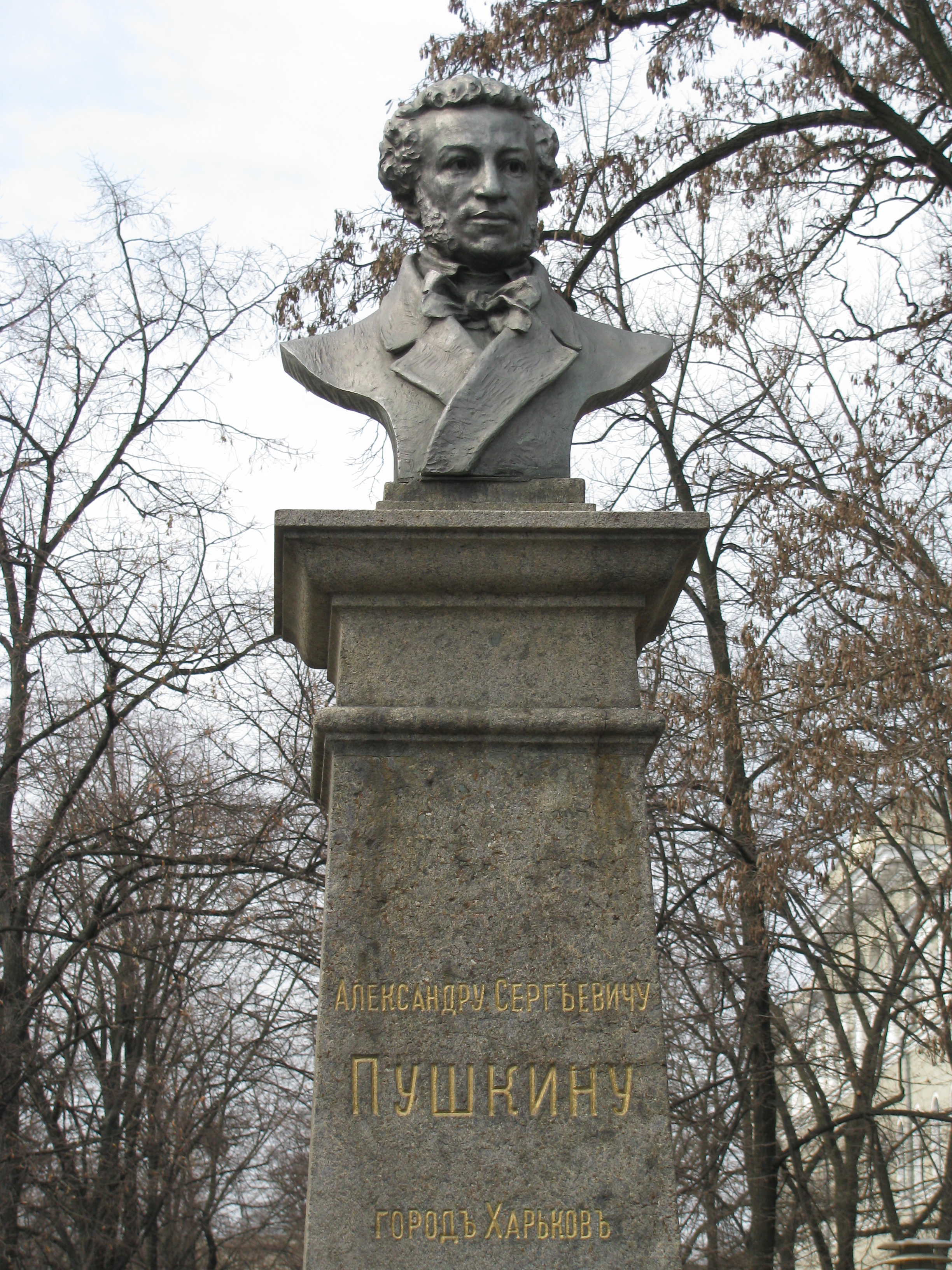
Buste de Pouchkine à Kharkov (1904)
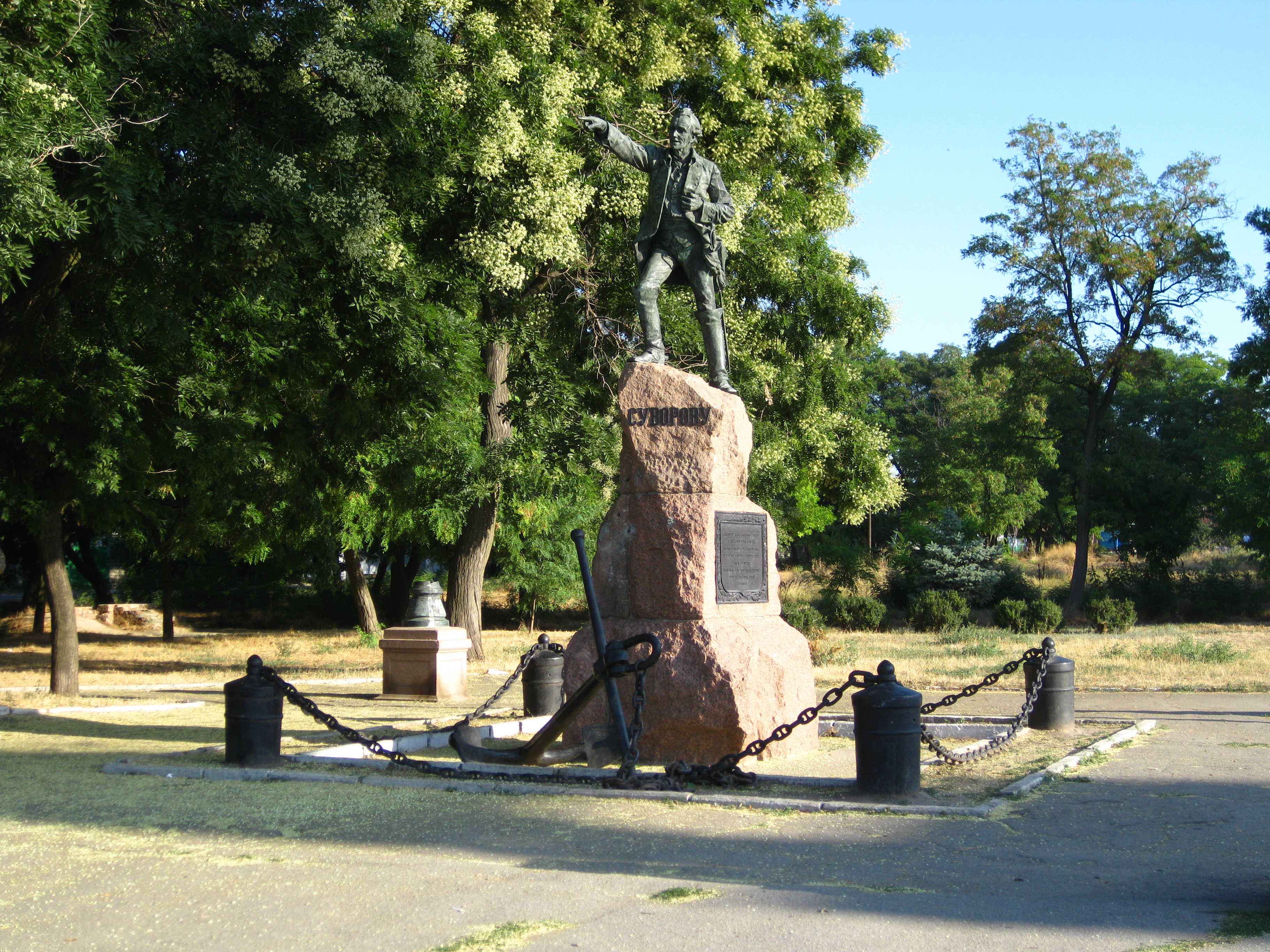
Statue de Souvorov à Otchakov (1907)
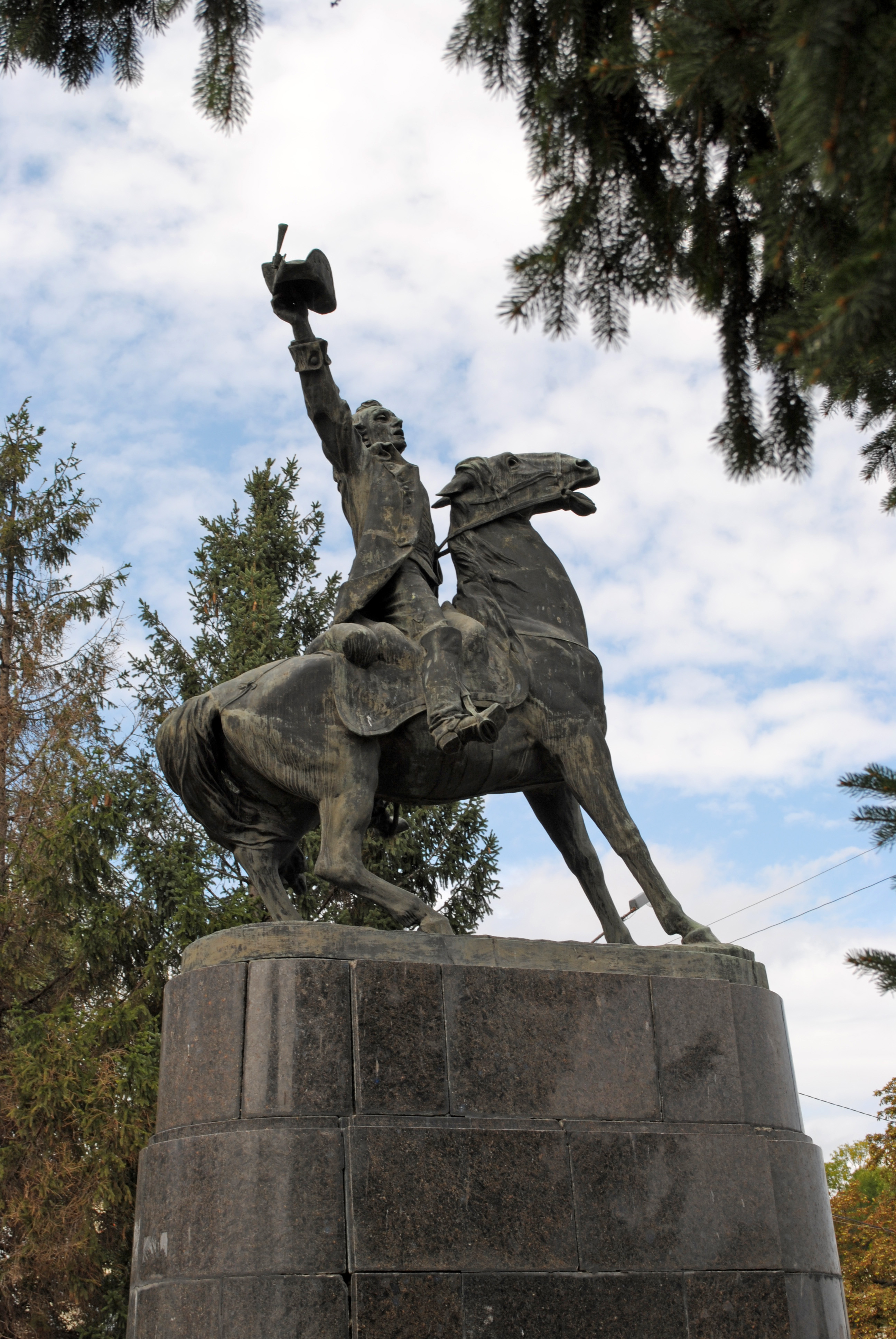
Statue équestre de Souvorov à Toultchine (1914)

## Source de la traduction
- (ru) Cet article est partiellement ou en totalité issu de l’article de Wikipédia en russe intitulé « Эдуардс, Борис Васильевич » (voir la liste des auteurs).